# 후옌꽝

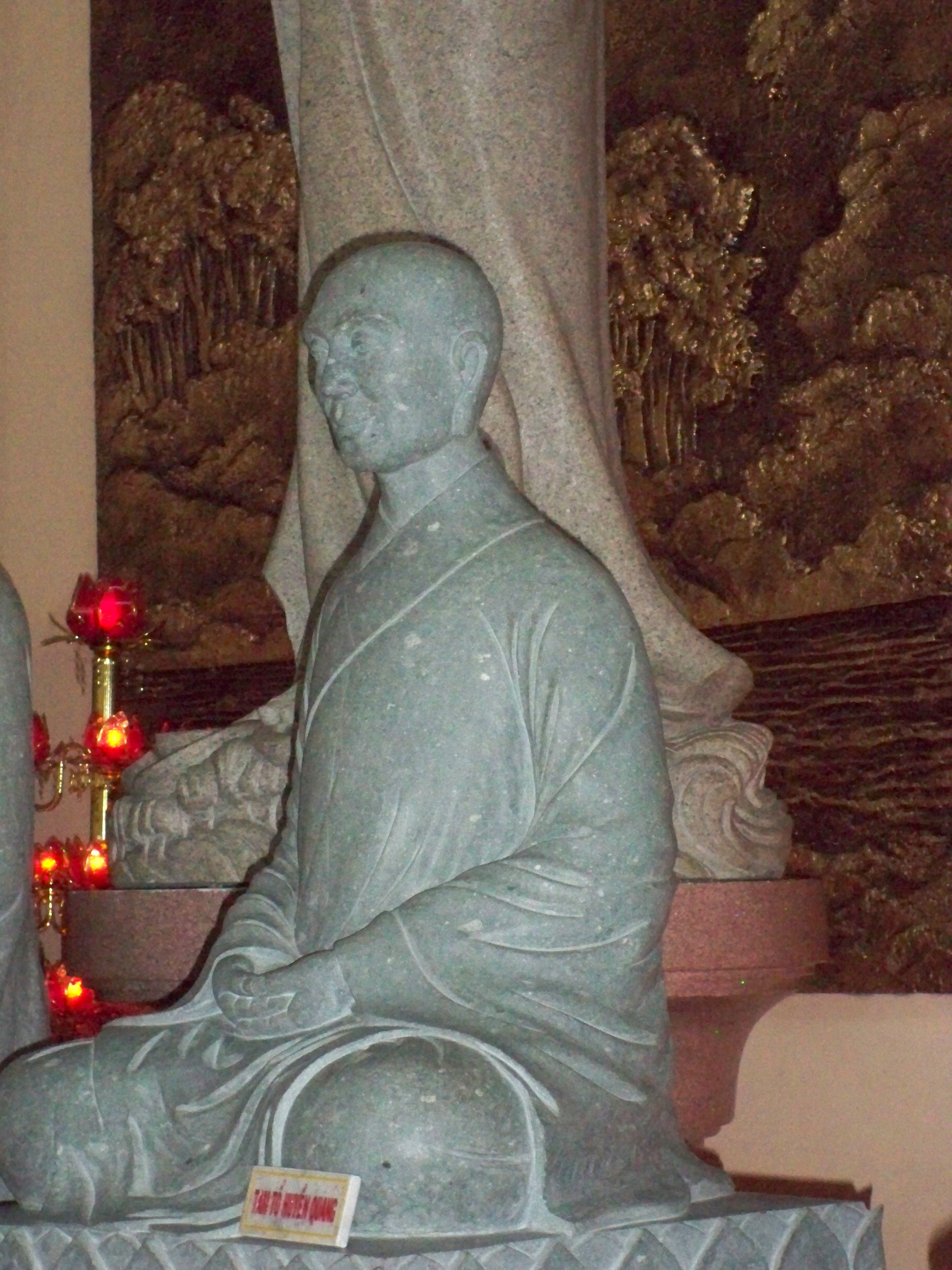
쭉럼(Trúc Lâm) 사원에 전시된 후옌꽝 동상

후옌꽝(베트남어: Huyền Quang, 玄光, 1254년 ~ 1334년)은 베트남의 승려로 속명은 리다오따이(Lý Đạo Tái, 李道載)이다.
현재의 베트남 하이즈엉 성 남삭 구(Nam Sách)에 위치한 반따이(Vạn Tải) 마을 출신이다. 1272년 또는 1274년에 실시된 장원(壯元) 시험에 합격하면서부터 베트남 황실에서 근무했지만 사임했다. 쩐 인종 시대에 불교에 귀의하면서 출가했고 승려로 있던 동안에는 여러 시 작품을 남겼다.

## 같이 보기
- 베트남의 불교
- 쭉럼선원